# Methanococcus maripaludis
A Methanococcus maripaludis egy  metanogén archaea faj. Az archeák – ősbaktériumok – egysejtű, sejtmag nélküli prokarióta szervezetek. Anaerob, enyhén mozgékony, nem spórás, Gram-negatív, és pleomorf. Mérete gömb és pálcika alakjának átlagolásával 1.2-1.6 μm. Genomját szekvenálták.